# Cyanopepla pseudomicans
Cyanopepla pseudomicans là một loài bướm đêm thuộc phân họ Arctiinae, họ Erebidae.